# نادي ليوا
نادي ليوا نادي كرة قدم إماراتي من أندية الهواة يلعب في دوري الدرجة الثانية الإماراتي ويقع في أبو ظبي .